# L'Isle-Arné
 L'Isle-Arné  là một xã thuộc tỉnh Gers trong vùng Occitanie tây nam nước Pháp. Xã này có độ cao trung bình 155 mét trên mực nước biển.